# Juan Francisco Palencia Hernández
Juan Francisco Palencia (Ciutat de Mèxic, 28 d'abril de 1973) és un futbolista mexicà, que ocupa la posició de davanter.

## Trajectòria
Sorgeix de les categories infantils del Cruz Azul, amb qui debuta a la Primera División mexicana el 1994. A l'any següent ja es consolida com a titular. Disputaria set campanyes per al club de Ciutat de Mèxic, on marcaria 91 gols. Amb el seu conjunt guanya dos títols continentals, la Primera Divisió de 1997 i és subcampió de la Copa Libertadores de 2001.
La temporada 01/02 és cedit al RCD Espanyol, de la primera divisió espanyola. De nou al seu país, fitxa pel Club Deportivo Guadalajara, on continua sent peça clau, que duu el seu equip a les semifinals de la Copa Libertadores. El 2005 es desplaça cap als Estats Units d'Amèrica per militar al C.D. Chivas USA. En el seu encontre de debut, marca per partida doble. El 2006, esdevé un dels jugadors millor pagats de la MLS, amb 1.360.000 dòl·lars anuals.
Retorna al seu país al gener del 2007, al fitxar per l'UNAM Pumas. A inicis de maig del 2007, va signar cedit amb el Club Toluca per reforçar l'equip a la Copa Libertadores, en el seu enfrontament contra Corporación Nuevo Cúcuta Deportivo, tot i que els mexicans van caure per on global de 5 a 3.

## Selecció
Va fer el seu debut internacional amb la selecció mexicana el 8 de juny de 1996, davant Bolívia, dins de l'US Cup celebrada a Dallas, on va marcar el gol decisiu. Eixe mateix any va participar en els Jocs Olímpics d'Atlanta. També hi va estar present a la Copa d'Or de la CONCACAF de 1996, 1998 i 2003, així com a la Copa Confederacions de 1999, totes quatre guanyades pels mexicans. Quant a Mundials, va formar amb els combinats del seu país que hi van acudir a les cites de França 1998 i Japó-Corea 2002. També hi va prendre part de les Copa Amèrica 1997, 1999 i 2004

## Palmarès
- Copa de Campions de la CONCACAF: 1996, 1997
- Primera División de México: 1997, Clausura 2009
- Copa d'Or: 1996, 1998 i 2003
- Copa Confederacions: 1999